# Nuoto ai campionati mondiali di nuoto 2017 - 100 metri rana femminili
La gara di nuoto dei 100 metri rana femminili dei campionati mondiali di nuoto 2017 è stata disputata il 24 luglio e il 25 luglio presso la Duna Aréna di Budapest. Vi hanno preso parte 53 atlete provenienti da 45 nazioni.
La competizione è stata vinta dalla nuotatrice statunitense Lilly King, mentre l'argento e il bronzo sono andati rispettivamente all'altra statunitense Katie Meili e alla russa Julija Efimova.

## Medaglie
| Posizione | Atleta         | Nazionalità |
| --------- | -------------- | ----------- |
| Oro       | Lilly King     | Stati Uniti |
| Argento   | Katie Meili    | Stati Uniti |
| Bronzo    | Julija Efimova | Russia      |

## Programma
| Data           | Ora (UTC+2) | Turno      |
| -------------- | ----------- | ---------- |
| 24 luglio 2017 | 10:00       | Batterie   |
| 24 luglio 2017 | 17:58       | Semifinali |
| 25 luglio 2017 | 19:17       | Finale     |

## Record
Prima della manifestazione il record del mondo e il record dei campionati erano i seguenti.
| Record mondiale       | 1'04"35 | Rūta Meilutytė Lituania | 29 luglio 2013 Barcellona, Spagna |
| Record dei campionati | 1'04"35 | Rūta Meilutytė Lituania | 29 luglio 2013 Barcellona, Spagna |

Durante la competizione è stato battuto il seguente record:
| Data      | Evento | Atleta     | Nazione     | Tempo   | Record                                  |
| --------- | ------ | ---------- | ----------- | ------- | --------------------------------------- |
| 25 luglio | Finale | Lilly King | Stati Uniti | 1'04"13 | Record mondiale · Record dei campionati |

## Risultati

### Batterie
| Posizione | Batteria | Corsia | Atleta                    | Nazionalità     | Tempo   | Note  |
| --------- | -------- | ------ | ------------------------- | --------------- | ------- | ----- |
| 1         | 5        | 4      | Lilly King                | Stati Uniti     | 1'05"20 | Q     |
| 2         | 6        | 4      | Julija Efimova            | Russia          | 1'05"60 | Q     |
| 3         | 6        | 5      | Rūta Meilutytė            | Lituania        | 1'05"81 | Q     |
| 4         | 4        | 4      | Katie Meili               | Stati Uniti     | 1'06"39 | Q     |
| 5         | 5        | 2      | Taylor McKeown            | Australia       | 1'06"64 | Q     |
| 6         | 4        | 3      | Jessica Vall              | Spagna          | 1'06"85 | Q     |
| 7         | 5        | 5      | Shi Jinglin               | Cina            | 1'06"94 | Q     |
| 8         | 6        | 2      | Rachel Nicol              | Canada          | 1'07"10 | Q     |
| 9         | 6        | 1      | Jessica Leigh Hansen      | Australia       | 1'07"12 | Q     |
| 10        | 4        | 6      | Satomi Suzuki             | Giappone        | 1'07"20 | Q     |
| 10        | 6        | 7      | Sarah Vasey               | Gran Bretagna   | 1'07"20 | Q     |
| 12        | 6        | 3      | Siobhan-Marie O'Connor    | Gran Bretagna   | 1'07"33 | Q, WD |
| 13        | 4        | 5      | Jennie Johansson          | Svezia          | 1'07"35 | Q     |
| 14        | 5        | 6      | Rikke Møller Pedersen     | Danimarca       | 1'07"39 | Q     |
| 15        | 4        | 1      | Arianna Castiglioni       | Italia          | 1'07"43 | Q     |
| 15        | 4        | 7      | Kierra Smith              | Canada          | 1'07"43 | Q     |
| 17        | 4        | 2      | Reona Aoki                | Giappone        | 1'07"48 | Q     |
| 18        | 6        | 6      | Hrafnhildur Lúthersdóttir | Islanda         | 1'07"54 |       |
| 19        | 6        | 9      | Martina Moravčíková       | Rep. Ceca       | 1'07"69 |       |
| 20        | 6        | 8      | Jenna Laukkanen           | Finlandia       | 1'07"83 |       |
| 21        | 5        | 7      | Natalia Ivaneeva          | Russia          | 1'07"97 |       |
| 22        | 5        | 3      | Martina Carraro           | Italia          | 1'08"11 |       |
| 23        | 5        | 0      | Macarena Ceballos         | Argentina       | 1'08"34 |       |
| 24        | 4        | 8      | Mona McSharry             | Irlanda         | 1'08"52 |       |
| 25        | 4        | 0      | Anna Sztankovics          | Ungheria        | 1'08"66 |       |
| 26        | 3        | 4      | Maria Romanjuk            | Estonia         | 1'08"81 |       |
| 26        | 5        | 8      | Zhang Xinyu               | Cina            | 1'08"81 |       |
| 28        | 6        | 0      | Dominika Sztandera        | Polonia         | 1'09"91 |       |
| 29        | 3        | 5      | Natasha Lloyd             | Nuova Zelanda   | 1'10"11 |       |
| 30        | 5        | 9      | Andrea Podmaníková        | Slovacchia      | 1'10"13 |       |
| 31        | 4        | 9      | Kaylene Corbett           | Sudafrica       | 1'10"16 |       |
| 32        | 5        | 1      | Viktoriya Zeynep Güneş    | Turchia         | 1'10"30 |       |
| 33        | 3        | 3      | Mariya Liver              | Ucraina         | 1'10"49 |       |
| 34        | 3        | 2      | Alina Bulmag              | Moldavia        | 1'10"89 |       |
| 35        | 3        | 6      | Rebecca Wacui Kamau       | Kenya           | 1'11"61 |       |
| 36        | 2        | 5      | Tilka Paljk               | Zambia          | 1'12"65 |       |
| 37        | 3        | 0      | Amy Micallef              | Malta           | 1'12"79 |       |
| 38        | 2        | 3      | Lei On Kei                | Macao           | 1'14"11 |       |
| 39        | 3        | 7      | Dariya Talanova           | Kirghizistan    | 1'14"13 |       |
| 40        | 3        | 9      | Vanessa Rivas Clark       | Rep. Dominicana | 1'14"14 |       |
| 41        | 1        | 5      | Nguyễn Thị Nhất Lam       | Vietnam         | 1'15"99 |       |
| 42        | 3        | 8      | Meri Mumladze             | Georgia         | 1'16"70 |       |
| 43        | 2        | 4      | Nawapas Pisanuwong        | Thailandia      | 1'16"91 |       |
| 44        | 1        | 6      | Honia Qaraman Ibrahim     | Iraq            | 1'17"48 |       |
| 44        | 3        | 1      | Evita Elisabeth Leter     | Suriname        | 1'17"48 |       |
| 46        | 1        | 4      | Enkhkhuslen Batbayaryn    | Mongolia        | 1'18"70 |       |
| 47        | 1        | 3      | Jang Myong-gyong          | Corea del Nord  | 1'18"87 |       |
| 48        | 2        | 6      | Oreoluwa Cherebin         | Grenada         | 1'18"91 |       |
| 49        | 2        | 2      | Melisa Zhdrella           | Kosovo          | 1'21"47 |       |
| 50        | 1        | 2      | Elen Yesayan              | Armenia         | 1'21"84 |       |
| 51        | 2        | 0      | Tilali Scanlan            | Samoa Americane | 1'23"03 |       |
| 52        | 2        | 9      | Tisa Shakya               | Nepal           | 1'26"13 |       |
| 53        | 2        | 8      | Sajina Aishath            | Maldive         | 1'28"92 |       |
| -         | 2        | 1      | Maayaa Abigediwer Ayawere | Ghana           | -       | DNS   |

### Semifinali
| Posizione | Semifinale | Corsia | Atleta                | Nazionalità   | Tempo   | Note  |
| --------- | ---------- | ------ | --------------------- | ------------- | ------- | ----- |
| 1         | 1          | 4      | Julija Efimova        | Russia        | 1'04"36 | Q, RN |
| 2         | 2          | 4      | Lilly King            | Stati Uniti   | 1'04"53 | Q     |
| 3         | 2          | 5      | Rūta Meilutytė        | Lituania      | 1'05"06 | Q     |
| 4         | 1          | 5      | Katie Meili           | Stati Uniti   | 1'05"48 | Q     |
| 5         | 2          | 6      | Shi Jinglin           | Cina          | 1'06"47 | Q     |
| 7         | 2          | 8      | Kierra Smith          | Canada        | 1'06"62 | Q     |
| 6         | 1          | 3      | Jessica Vall          | Spagna        | 1'06"62 | Q     |
| 8         | 2          | 7      | Sarah Vasey           | Gran Bretagna | 1'06"81 | Q     |
| 9         | 2          | 3      | Taylor McKeown        | Australia     | 1'06"93 |       |
| 10        | 1          | 6      | Rachel Nicol          | Canada        | 1'07"03 |       |
| 11        | 1          | 2      | Satomi Suzuki         | Giappone      | 1'07"08 |       |
| 12        | 1          | 1      | Arianna Castiglioni   | Italia        | 1'07"19 |       |
| 13        | 2          | 2      | Jessica Leigh Hansen  | Australia     | 1'07"21 |       |
| 14        | 1          | 8      | Reona Aoki            | Giappone      | 1'07"43 |       |
| 15        | 2          | 1      | Rikke Møller Pedersen | Danimarca     | 1'07"92 |       |
| 16        | 1          | 7      | Jennie Johansson      | Svezia        | 1'07"93 |       |

### Finale
| Posizione | Corsia | Atleta         | Nazionalità   | Tempo   | Note |
| --------- | ------ | -------------- | ------------- | ------- | ---- |
|           | 5      | Lilly King     | Stati Uniti   | 1'04"13 | RM   |
|           | 6      | Katie Meili    | Stati Uniti   | 1'05"03 |      |
|           | 4      | Julija Efimova | Russia        | 1'05"05 |      |
| 4         | 3      | Rūta Meilutytė | Lituania      | 1'05"65 |      |
| 5         | 2      | Shi Jinglin    | Cina          | 1'06"43 |      |
| 6         | 1      | Kierra Smith   | Canada        | 1'06"90 |      |
| 7         | 7      | Jessica Vall   | Spagna        | 1'06"95 |      |
| 8         | 8      | Sarah Vasey    | Gran Bretagna | 1'07"19 |      |